# AAMDC
AAMDC (англ. Adipogenesis associated Mth938 domain containing) — білок, який кодується однойменним геном, розташованим у людей на 11-й хромосомі. Довжина поліпептидного ланцюга білка становить 122 амінокислот, а молекулярна маса — 13 332.
| 10         |  | 20         |  | 30         |  | 40         |  | 50         |
| ---------- |  | ---------- |  | ---------- |  | ---------- |  | ---------- |
| MTSPEIASLS |  | WGQMKVKGSN |  | TTYKDCKVWP |  | GGSRTWDWRE |  | TGTEHSPGVQ |
| PADVKEVVEK |  | GVQTLVIGRG |  | MSEALKVPSS |  | TVEYLKKHGI |  | DVRVLQTEQA |
| VKEYNALVAQ |  | GVRVGGVFHS |  | TC         |  |            |  |            |

A: Аланін

C: Цистеїн

D: Аспарагінова кислота

E: Глутамінова кислота

F: Фенілаланін

G: Гліцин

H: Гістидин

I: Ізолейцин

K: Лізин

L: Лейцин

M: Метіонін

N: Аспарагін

P: Пролін

Q: Глутамін

R: Аргінін

S: Серин

T: Треонін

V: Валін

W: Триптофан

Задіяний у такому біологічному процесі, як альтернативний сплайсинг. 
Локалізований у цитоплазмі.